# باستر بوسي
باستر بوسي (مواليد 27 مارس 1987) هو لاعب كرة القاعدة أمريكي معتزل لعب طوال مشواره في نادي سان فرانسيسكو جاينتس.